# Ponts (Manche)
Ponts település Franciaországban, Manche megyében. Lakosainak száma 684 fő (2022. január 1.). Ponts Chavoy, Avranches, Saint-Jean-de-la-Haize, Saint-Senier-sous-Avranches, Tirepied-sur-Sée és Le Parc községekkel határos.

## Népesség
A település népességének változása:
| Lakosok száma | 398  | 460  | 482  | 537  | 620  | 615  | 655  | 678  | 680  | 684  |
|               | 1968 | 1982 | 1990 | 2006 | 2013 | 2015 | 2017 | 2019 | 2020 | 2022 |